# Funky Monks
Funky Monks ist der Titel eines 1992 erschienenen Dokumentarfilms (ebenfalls der Titel eines Songs des 1991 erschienenen Albums Blood Sugar Sex Magik) über die Rockband Red Hot Chili Peppers und handelt von den Aufnahmen dieses Albums. Das Album wurde von Rick Rubin produziert und in einem vermeintlichen Spukhaus aufgenommen, dessen Besitzer Rubin ist. Die 60-minütige Dokumentation, die in Schwarz-Weiß gedreht wurde, enthält Filmmaterial über die Aufnahmen der Tracks für das Album, aber auch Szenen über Titel, die ein paar Jahre später veröffentlicht wurden (wie Soul to Squeeze und Sikamikanico). Zusätzlich bietet die Dokumentation auch Interviews von jedem Bandmitglied sowie Rick Rubin.
Aufnahmen aus dem Film wurde auch für das Musikvideo von Suck My Kiss verwendet, das 1992 veröffentlicht wurde. Funky Monks wurde ursprünglich auf VHS veröffentlicht, ist aber inzwischen auch auf DVD erschienen.